# 安康公主 (前蜀)
安康公主（?—?），是中国五代十国前蜀开国皇帝高祖王建之女。
安康公主在前蜀的事迹没有记载。前蜀灭亡后，安康公主还是留在成都。949年，后蜀的宰相（中书侍郎兼礼部尚书、同平章事）徐光溥因为轻佻挑逗安康长公主，十二月廿三，被后蜀皇帝孟昶罢免同平章事（宰相职位），守本官。